# Воденчани
Воденчани (на гръцки: Εδεσσαίοι, Едесеи) са жителите на град Воден, на гръцки Едеса, Егейска Македония, Гърция. Това е списък на най-известните от тях.

## Родени във Воден
А – Б – В – Г – Д –
Е – Ж – З – И – Й —
К – Л – М – Н – О —
П – Р – С – Т – У —
Ф – Х – Ц – Ч – Ш —
Щ – Ю – Я

### А
- Апостол Зограф (около 1750 – ?), с гръцко образование, придружава френския консул в Солун Еспри-Мари Кузинери в обиколката му из Македония, вероятно е автор на илюстрациите към книгата на Кузинери „Voyage dans la Macedonia, Paris, 1831“[1]
- Александър Занешев (1886 – 1935), български офицер
- Анастас Димитров Пешов, гръцки комунист, син на Димитри Циронката, пощенски работник, член на ОКНЕ, арестуван след края на окупацията и заточен на остров Агиос Евстратиос, след освобождението си се присъединява към ДАГ и служи като младши лейтенант в Нидже и Вич, загива на Вич на 12 ноември 1948 година[2]
- Анна Тръпчева-Кандиларова (1865 – 1941), българска просветна деятелка
- Андрей Стоянов (1838 – 1910), български политик
- Аристархос Гилас (1918 – 2003), гръцки политик
- Атанас Иванов Петров (1863 - ?), български лекар, завършил медицина в Москва в 1893 г.[3]
- Атанас Хлебаров, български революционер
- Атанасиос Франгу (1856 – ?), гръцки учител и революционер

### В
- Вангел Аяновски (1909 – 1996), югославски партизанин
- Вангел Занешев, български революционер, деец на ВМОРО
- Вангел Наков, български учител в Гумендже между 1850 – 1860 година[4]
- Вангелия Циронкова (1870 – 1951), андартска деятелка
- Ване Мадев (? – 1942), гръцки комунист; член на КПГ от 1928 година, къщата му е партийна квартира; арестуван в 1942 година от германските окупационни власти и разстрелян[5]
- Велко Думев (1894 – 1945), български революционер, македоно-одрински опълченец
- Виктор Нисянчев, български духовник, йеродякон, завършил 1897 година Московската духовна семинария[6] и в 1900 година Московската духовна академия[7]

### Г
- Георги Аяновски (1940 – ), писател и журналист от Югославия и Северна Македония
- Георги Воденски (? - 1907), деец на ВМОРО, загинал като четник при Топ. корита в сражение с турци[8]
- Георги Гешков, учител и четник на ВМОРО[9]
- Георги Гогов (1821 – 1876), български възрожденски деец
- Георги Занешев, български революционер от ВМОРО
- Георги Лъджев (1907 - ?), български комунист
- Георги Лъжев, български възрожденски деец, мелиограф
- Георги Манчов, гръцки комунист, съден в 1927 година във Воден[10]
- Георги Мицковски (р. 1946), ветеринар от Северна Македония
- Георги Пецов (Георгиос Пецос), деец на гръцката пропаганда, кмет на Воден в 1915 година
- Георги Димитров Пешов - Павсаниас, гръцки комунист, син на Димитри Циронката, текстилен работник, секретар на ЕПОН по време на окупацията, секретар на Ениджевардарския комитет на ЕПОН, присъединява се към ДАГ, загива при Мухарем хан на 30 ноември 1949 година[2]
- Георги Урдов (1914 – 1947), комунистически деец
- Георгиос Пасхалидис (р. 1951), гръцки политик
- Георгиос Пецос (1947 – 2014), гръцки политик
- Григор Джинджифилов (1877 – ?), български революционер
- Григор Нушев (1887 – 1956), български просветен деец и революционер
- Григор Хаджиташкович (1875 – 1942), сърбоманин, деец на македонската емиграция в Сърбия
- Гуши Гешев, български революционер от ВМОРО, четник на Никола Иванов[11]

### Д
- Д. Г. Даскалов, български революционер, деец на ВМОРО, загинал преди 1918 г.[12]
- Димитър Занешев (1874 – 1962), български революционер, деец на ВМОРО
- Димитър Михайлов (1833 – ?), български свещеник в родния си град между 1860 – 1870 година[13]
- Димитър Томчев, български учител и общественик
- Димитър Попиванов, български лекар[14]
- Димитър Хлебаров, български революционер
- Димо Ковачев (1888 – 1952), български революционер от ВМОРО
- Доне Костодоров, български революционер, деец на ВМОРО, жив към 1918 г.[15]
- Драгни Драгнев (1932 – ), български славист и журналист

### Е
- Евангелос Кофос, виден гръцки историк, специалист по Македонския въпрос
- Евангелос Пецос (1907 – 1965), гръцки политик
- Евстатиос Стоянакис (1876 – 1939), гръцки политик и историк
- Евтимица Тръпчева, българска просветна деятелка
- Екатерина (Катерина) Бадачева, българска просветна деятелка, учителка в Дойран в началото на XX век[16], сетне и в Енидже Вардар[17]
- Елена Стойнова, завършила Марийнската девическа гимназия в Одеса[18]
- Елисавета Райкова (1870 – 1960), андартска деятелка

### И
- Иван Занешев (? – 1936), български възрожденски просветен деец
- Иван Неделков (1867 – 1950), гръцки лекар
- Иван Нощев (1882 - ?), български общественик
- Иван Попандонов (? – 1907), български духовник, екзархийски архиерейски наместник в Гюмюрджина
- Иван Чакъров, български революционер, деец на ВМОРО, жив към 1918 г.[19]
- Игнатий Манделидис (р. 1930), митрополит на Алексадрийската патриаршия

### К
- Калиник Георгатос (р. 1966), гръцки духовник
- Климент Кьосев, български духовник, председател на Долноджумайската и Петричката българска община
- Константин Баждеков (1881 – 1929), български общественик, деец на БРП
- Константин Мануилов, български духовник, завърщил в 1898 г. Киевската духовна семинария[20]
- Константинос Бинос, революционер от български произход, участник в Гръцката война за независимост
- Костас Сиганидис (1924 - 2018), гръцки политик
- Кръстьо Бочар, революционер от български произход, участник в Гръцката война за независимост

### Л
- Лили Цицова (1886 - 1907), гръцка учителка и революционерка

### М
- Марианти Захараки (1891 - ?), гръцка учителка
- Манчо Манолов, български революционер от ВМОРО, четник на Апостол Петков[21]
- Методи Апостолов (1903 – 2003), български комунист
- Методий Димов, български духовник
- Минас Миноидис (1788 - 1859), гръцки учен
- Михаил Занешев, български революционер от ВМОРО
- Марко Бочар, революционер от български произход, участник в гръцката война за независимост[22]

### Н
- Нено Спиров (1849 – 1868), български революционер, участник в четата на Хаджи Димитър и Стефан Караджа
- Никола Думев, български революционер от ВМОРО, четник на Богдан Баров[23]
- Никола Атанас Българин, гръцки революционер
- Никола Кьортанасов (Танасов), български учител в родния си град от 1875 година[24]
- Никола Галиников, гръцки комунист, съден в 1927 година във Воден[10]
- Никола Гацев (1883 – ?), просветен деец
- Никола Живкович (1792 – 1870), първият архитект на Белград
- Николаос Стоидис, известен като Николай Стоянов, основател на „Български човешки права в Македония“

### П
- Петре Керамитчиев - Петрепавле (? – 1947), гръцки комунист, член на ЕЛАС, войник на ДАГ, загинал във Владово[25]
- Петрос Сунгарис (1933 - 2019), гръцки политик
- Петър Бангеев, сръбски просветен деец
- Петър Д. Лъжев, български просветен деец

### Р
- Радомир Атанасов, български революционер
- Ристо Кордалов (1913 – 1983), комунистически деец

### С
- Селахатин Селъшък (1894 – 1968), турски военен
- Стати Димитров Пешов - Георгостати (? - 1948), гръцки комунист[26]
- Стоян Марко Българин (? - 1834), революционер от български произход, участник в Гръцката война за независимост
- Стоян Чалъков, български възрожденски деец

### Т
- Ташо Аяновски (1908 – 1978), гръцки партизанин
- Ташо Гушев (1910 – 1996), гръцки партизанин и деец на НОФ
- Ташо Гоглев, български революционер от ВМОРО[27]
- Ташо Мицев, български революционер от ВМОРО, четник на Никола Иванов[28]
- Теохар Бекирчев, гръцки андарт
- Тибериус Куния (1926 – 2016), румънски лингвист
- Трифун Бузев (1889 – 1966), деец на ВМОРО, интербригадист
- Трифун Хаджиянев (1893 – 1944), гръцки комунист
- Тръпче (Тръпчо) Григоров, български революционер от ВМОРО
- Тръпче Шаламанов, български просветен деец

### Х
- Хари Пецинари, гръцки комунист; в 1941 година влиза в КПГ, арестуван в Нисия от окупационните власти, измъчван и убит[29]
- Христо Лъджев (1910 - ?), български комунист
- Христо Шаламанов (1874 – ?), български революционер
- Христо Нейков, български революционер, деец на ВМОРО
- Христо П. Топалов, завършил медицина в Атинския университет в 1883 година[18]
- Христос Визовитис (1934 – 2003), гръцки политик
- Христос Мелисис (р. 1982), гръцки футболист
- Хюрем Ерман (1913 – 2003), турски актьор

### Македоно-одрински опълченци от Воден
- Антон Ив. Чамов (Андон Чомов, 1883 – ?), учител, Втора и нестроевата рота на Десета прилепска дружина[30]
- Васил Димитров, Първа рота на Девета велешка дружина[31]
- Георги Динов (Динев), Първа отделна партизанска рота[32]
- Георги Илиев, Втора рота на Петнадесета щипска дружина, Сборна партизанска рота на МОО[33]
- Георги Николов, Трета рота на Трета солунска дружина[34]
- Григор Джинджифилов (1877 – ?), деец на ВМОРО, войвода на чета, Четиринадесета воденска дружина[35]
- Димитър Г. Мицев (Мицов, 1876 – 1913), Първа рота на Пета одринска дружина, загинал в Междусъюзническата война на 9 юли 1913 година при Говедарник[36]
- Димитър Г. Тоцев (1884 – ?), четата на Григор Джинджифилов, четата на Дякон Евстатий[37]
- Димитър Костов (1878 – ?), Нестроева рота на Единадесета сярска дружина[38]
- Иван Атанасов, Нестроева рота на Осма костурска дружина[39]
- Иван Георгиев Тацов (1887/1889), Воденска чета, Втора рота на Четиринадесета воденска дружина[40]
- Иван Карпузов (1892 – ?), Нестроева рота на Трета солунска дружина, Продоволствен транспорт на МОО[41]
- Константин Столев (Сталев, Станев, 1890 – ?), чиновник, четата на Дякон Евстатий, Солунски доброволчески отряд, Първа рота на Четиринадесета воденска дружина[42]
- Костадин Толев (1890 – ?), Воденска чета[43]
- Кръстьо Христов, Първа рота на Девета велешка дружина, ранен в Междусъюзническата война на 5 юли 1913 година[44]
- Лазар Тонков (1888 – ?), четата на Григор Джинджифилов[45]
- Лазар Топков (1888 – ?), четата на Дякон Евстатий[46]
- Михаил Иванов Занешев (1884 или 1889), четата на Григор Джинджифилов, Втора рота на Четиринадесета воденска дружина[47]
- Никола Георгиев (1890 – ?), Трета и Нестроева рота на Трета солунска дружина[48]
- Никола Нощов (Нотчов), Втора рота на Трета солунска дружина[49]
- Петър Георгиев (Георгев, 1884 – ?), жител на Русе, Първа рота на Лозенградската партизанска дружина[50]
- Радомир Атанасов (1869 – ?), четата на Дякон Евстатий[51]
- Самуил Зърнев (1891 – ?), учител, четата на Григор Джинджифилов, Четвърна рота на Тринадесета кукушка дружина, носител на орден „За храброст“ IV степен[52]
- Таше Китков (Ташо, 1889 – ?), четата на Григор Джинджифилов, Втора рота на Четиринадесета воденска дружина[53]
- Ташко Костов (Кръстев, 1874 – ?), Трета рота на Осма костурска дружина[54]
- Ташо Димитров, Първа рота на Трета солунска дружина[55]
- Тодор Томов, Първа рота на Трета солунска дружина[56]
- Тома Николов (1892 – ?), учител, четата на Григор Джинджифилов, Първа рота на Четиринадесета воденска дружина[57]
- Тръпче Тушев (1890 – ?), Воденска чета[58]
- Търпо Самарджиев (Тръпчо, 1889/1890 – ?), четата на Ичко Димитров, нестроева рота на Тринадесета кукушка дружина[59]
- Христо Анастасов, 20-годишен, ІІІ отделение, Първа рота, на Десета прилепска дружина, ранен на 8 ноември 1912 година, носител на орден „За храброст“ IV степен[60]
- Христо Д. Занешев (1868 – ?), учител с висше образование, Продоволствен транспорт на МОО[61]
- Христо Николов (1881 – ?), жител на село Врабча, учител, Нестроева рота на Девета велешка дружина[62]
- Янаки Николов, Втора рота на Пета одринска дружина[63]
- Яно Белопитов (1886/1888 – ?), Солунски доброволчески отряд[64]

### Дейци на гръцката пропаганда от Воден
- Алкивиад Нуси Киру (Αλκιβιάδης Νούση Κύρου), гръцки андартски деец от трети клас[65]
- Александрос Проциос (Αλέξανδρος Πρότσιος), гръцки андартски деец от трети клас[65]
- Ангелос Кодзяс Хадзиянис (Άγγελος Κοτζιάς ή Χατζηγιάννης), гръцки андартски деец, дългогодишен емигрант в САЩ, четник при П. Йоанидис преди и по време на Балканските войни[65]
- Антониос Неделкос (Αντώνιος Νεδέλκος), гръцки андартски деец от втори клас[65]
- Аргирос Китанос (Αργύριος Κιτάνος), гръцки андартски деец от първи клас[65]
- Атанасиос Франгос, гръцки андартски деец
- Георгиос Влахос (Γεώργιος Βλάχος), гръцки андартски деец, четник при Мазаракис, убит в сражение с турци[65]
- Георгиос Сионис (Γεώργιος Σιώνης), гръцки андартски деец от трети клас[65]
- Георгиос Трипсянис (Γρηγόριος Τρυψιάννης), гръцки андартски деец от трети клас, куриер на А. Минопулос[65]
- Димитриос Влахос (Δημήτριος Βλάχος), гръцки андартски деец, водач на чети и куриер[65]
- Димитриос Георгиадис (Δημήτριος Γεωργιάδης), гръцки андартски деец от трети клас и просветен деец, неколкократно е нападан от българи, а по-късно е пратен в затвор от турците[65]
- Димитриос Неделкос (Δημήτριος Νεδέλκος), гръцки андартски деец от трети клас[65]
- Димитриос Пападопулос (Δημήτριος Παπαδόπουλος), гръцки андартски деец, четник при Димитриос Какавос[65]
- Димитриос Перцикапас (Δημήτριος Περτσικάπας), гръцки андартски деец от трети клас, участва в битката при Месимер с четата на Мазаракис[65]
- Димитриос Ризос (Δημήτριος Ρίζος), гръцки андартски деец, един от основните организатори на пропагандата в града[65]
- Димитър, Константин и Прокопий Сивенов, гръцки андартски дейци от трети клас[65]
- Димитриос Сумбасис (Δημήτριος Σούμπασης), гръцки андартски деец от трети клас[65]
- Дионисиос Папахристодулос (Διονύσιος Παπαχριστόδουλος), гръцки андартски деец от втори клас[65]
- Евангелос Васдарис (Ευάγγελος Βασδάρης), гръцки андартски деец от трети клас[65]
- Евангелос Кофос (Ευάγγελος Κωφός), гръцки андартски деец[65]
- Евангелос Папайоанос (Ευάγγελος Παπαϊωάννου), гръцки андартски деец от трети клас[65]
- Илияс Симадис (Ηλίας Σιμάδης), гръцки андартски деец от втори клас[65]
- Илияс Цемцис (Ηλίας Τσέμτσης), гръцки андартски деец от трети клас, куриер и водач[65]
- Йоан Сивенов (1856 - 1933), гръцки свещеник и андартски деец
- Йоанис Юсмис (Ιωάννης Γιούσμης), гръцки андартски деец от първи клас[65]
- Йоанис Хадзиникос (Ιωάννης Χατζηνίκος), гръцки андартски деец от първи клас, член на градския комитет от 1904 година[65]
- Йоан Цицов – Влахос (Ιωάννης Τσίτσιος – Βλάχος), гръцки андартски деец
- Константинос Билицис (Κωνσταντίνος Μπιλίτσης), гръцки андартски деец от трети клас[65]
- Констнатинос Варваротис(Κωνσταντίνος Βαβαρότσης), гръцки андартски деец, четник при Мазаракис, Зякас и Кацигарис, важно участие има в битките при Месимер, Голишани (30 май 1905 г.) и Луковец с четата на Мазаракис[65]
- Константинос Саламбасис (Κωνσταντίνος Σαλάμπασης), гръцки андартски деец от първи клас[65]
- Лазарос Нойцис (Λάζαρος Νοΐτσης), гръцки андартски деец от трети клас[65]
- Лизимахос Хадзидимулас (Λυσίμαχος Χατζηδήμουλας), гръцки андартски деец, четник и фабрикант, осуетява опита на българите да влязат в текстилната фабрика през февруари 1901 година[65]
- Михаил Караянидис (Μιχαήλ Καραγιαννίδης), гръцки андартски деец от трети клас[65]
- Николаос Хадзиникос (Νικόλαος Χατζηνίκος), гръцки андартски деец от втори клас, помага на четата на Мазаракис в сражението при Месимер, връзка между местния комитет и консулството в Солун, заловен с уличаващо писмо и хвърлен в затвора от турците през 1906 година[65]
- Панайотис Клеон (Παναγιώτης Κλέων), гръцки андартски деец от трети клас[65]
- Парисис Парисис, гръцки андартски деец
- Петрос Прокопиу (Πέτρος Προκοπίου), гръцки андартски деец, четник, пратен в затвор между 1905 – 1908 година[65]
- Продромос Хадзидимитриу (Πρόδρομος Χατζηδημητρίου), гръцки андартски деец от трети клас[65]
- Прокопиос Валтадорос (Προκόπιος Βαλταδώρος), гръцки андартски деец от трети клас, куриер[65]
- Стоянис Слимбас (Στογιάννης Σλίμπας), гръцки андартски деец от трети клас[65]
- Трифон Царвенас (Τρύφων Τσαρβένας), гръцки андартски деец от трети клас, информатор[65]
- Христос Караискос (Χρήστος Καράϊσκος), гръцки андартски деец от втори клас[65]
- Христос Картас (Χρήστος Κάρτας), гръцки андартски деец, четник[65]
- Христос Киру (Χρήστος Κύρου), гръцки андартски деец от втори клас, агент на консулството в Солун, прави връзка с доктор Китанос, отговарящ за Воден-Мъглен, с цел да върнат Вертискос към Патриаршията[65]

## Свързани с Воден
- Дине Донев (р. 1965), джаз композитор и изпълнител
- Неокосмос Григориадис (1878 – 1967), гръцки общественик и революционер
- Николай Стоянов (1883 - 1968), български ботаник, по произход от Воден
- Славка Неделчева, българска учителка във Воден между 1869 – 1880 година[66]
- Стоян Челев, български революционер, войвода на ВМОРО във Воденско[67]